# 호리 다카후미
호리 다카후미(일본어: 堀 孝史, 1967년 9월 10일 ~ )는 일본의 전 축구 선수이다.

## 구단 경력
1990년 일본 사커 리그의 도시바에 입단하였다. 1992년 J1리그의 우라와 레즈로 이적했다. 1998년까지 158경기에 나서 11득점을 넣었다. 1999년 벨마레 히라쓰카(쇼난 벨마레)로 이적했다. 2001년후 현역 은퇴.

## 지도자 경력
은퇴 후에는 쇼난 벨마레의 코치를 거쳐, 2005년 우라와 레즈의 코치으로 취임하였다. 2011년 10월 성적 부진으로 물러난 젤코 페트로비치 감독을 대신해, 우라와 레즈의 감독으로 취임하였다. 2017년 성적 부진으로 물러난 미하일로 페트로비치 감독을 대신해, 우라와 레즈의 감독으로 취임하였다. 2017년 AFC 챔피언스리그 우승을 차지하였다. 2021년부터 2022년까지 도쿄 베르디에서 감독을 맡았다.